# Cayratia seemanniana
Cayratia seemanniana là một loài thực vật hai lá mầm trong họ Nho. Loài này được A.C.Sm. miêu tả khoa học đầu tiên năm 1942.